# كود-إي
كود-إي (باليابانية: コードイー، بالروماجي: Kōdoī) هي سلسلة مانغا يابانية من تأليف إتشيرو ساكاكي، ورسوم يوميكو هاراو، صدرت في 19 يونيو عام 2007 حتى عام 2008، في مجلة Monthly Sunday Gene-X. أنتجت إلى أنمي تلفزيوني من قبل ستوديو دين، عرض الموسم الأول 3 يوليو عام 2007 حتى 18 سبتمبر عام 2007، وتكون 12 حلقة، عرض الموسم الثاني 7 يوليو عام 2008 حتى 22 سبتمبر عام 2008، وتكون من 12 حلقة.

## القصة
تدور أحداث القصة عن تشينامي إيبيهارا هي طالبة في المدرسة الثانوية، لها قوة عجيبة على إصدار الموجات الكهرومغناطيسية، عندما تكون مضطربة عواطفيًا. تؤثر هذه الموجات على الإلكترونيات مثل الهواتف المحمولة وأجهزة التلفزيون وأجهزة الكمبيوتر. قدرتها تجبر عائلتها على الانتقال من مكان إلى آخر. في عام 2017، تنتقل عائلة إبيهارا مرة أخرى. في المدرسة، صبي يدعى كوتارو كاناغي يلاحظ قدرتها ويسأل ما إذا كان يمكنه دراستها.
بالإضافة إلى أن هناك أشخاص آخرون يلاحقونها للاستفادة من هذه الطاقة.

## الشخصيات
تشينامي إيبيهارا (باليابانية: 海老原 千波美، بالروماجي: Ebihara Chinami)
مؤدية الصوت: ماي هاشيموتو
كوتارو كاناغي (باليابانية: 巫 光太郎، بالروماجي: Kannagi Kotaro)
مؤدي الصوت: كاتسوهيتو نامورا
سونومي كوجو (باليابانية: 九条 園美، بالروماجي: Kujo Sonomi)
مؤدية الصوت: كاوري نازوكا
كيكو كوماتسونا (باليابانية: 小松菜 圭子، بالروماجي: Komatsuna Keiko)
مؤدية الصوت: هاروكو موموي
يوما سايهاشي (باليابانية: 斎橋 由真، بالروماجي: Saihashi Yuma)
مؤدية الصوت: ريسا ميزونو
كيسوكي إيبيهارا (باليابانية: 海老原 啓介، بالروماجي: Ebihara Keisuke)
مؤدي الصوت: كوزو شيويا
ميتسوكي إيبيهار (باليابانية: 海老原 美月، بالروماجي: Ebihara Mitsuki)
مؤدية الصوت: أكيكو هيراماتسو
آدول بريبيرغ (باليابانية: アドル·ブリンベルケ، بالروماجي: Adol Brinberg)
مؤدي الصوت: هيروشي كاميا
ميلس بريبيرغ (باليابانية: ミリス·ブリンベルケ، بالروماجي: Mils Brinberg)
مؤدية الصوت: ميغومي تويوغوتشي
ماوري كيميزوكا (باليابانية: 君塚 麻織، بالروماجي: Kimizuka Maori)
مؤدية الصوت: يونا إينامورا

## وصلات خارجية
- Official Code-E Site (باليابانية)
- Official Mission-E Site (باليابانية)

كود-إي على موقع IMDb (الإنجليزية)
- كود-إي على موقع كينوبويسك (الروسية)